# Taraxacum mimulum
Taraxacum mimulum là một loài thực vật có hoa trong họ Cúc. Loài này được Dahlst. ex H.Lindb. miêu tả khoa học đầu tiên năm 1907.